# Budućnost Podgorica (piłka siatkowa)
OK Budućnost Podgorica - sekcja czarnogórskiego klubu Budućnost Podgorica powstała w 1936 roku. Drużyna występowała w rozgrywkach Ligi Mistrzów.

## Sukcesy
- Mistrzostwa Serbii i Czarnogóry:
  -  1. miejsce (3x): 2002, 2005, 2006
  -  2. miejsce (1x): 1998
- Puchar Serbii i Czarnogóry:
  -  1. miejsce (1x): 2000
- Puchar Czarnogóry:
  -  1. miejsce (3x): 2007, 2008, 2009
- Mistrzostwo Czarnogóry:
  -  1. miejsce (2x): 2007, 2008
  -  2. miejsce (15x): 2009, 2010, 2011, 2012, 2013, 2014, 2015, 2016, 2018, 2019, 2021, 2022[1], 2023, 2024[2], 2025[3]
  -  3. miejsce (2x): 2017, 2020